# Bökény (település)

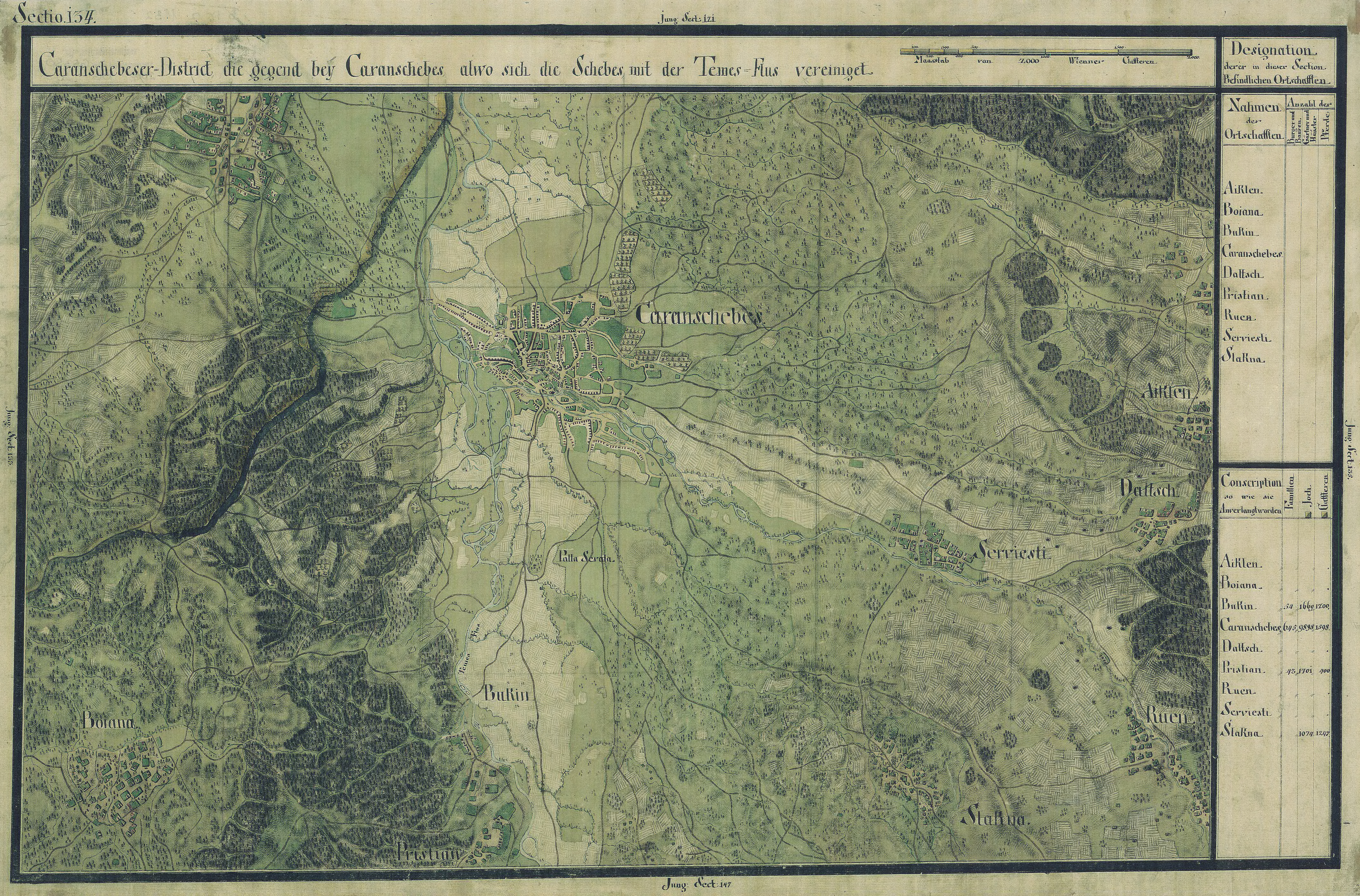
Bökény egy 1700-as évekből való térképen

Bökény (románul: Buchin) település Romániában, a Bánságban, Krassó-Szörény megyében.

## Fekvése
Karánsebestől délre, Újkaránsebes és Körpa közt fekvő település.

## Nevének eredete
Nevét a határában folyó Bökény patakról kapta.

## Története
Bökény nevét 1411-ben Beken, Bukiu  néven Zsigmond király oklevele említette először, melyben meghagyta az aradi káptalannak, hogy a Macskásiak birtokainak határait kiigazítsa, és e célra királyi emberként Bekényi Pétert, Bak fiát nevezte ki (Bak de Beken). 1489-ben Bewken in comitatu de Sebes, 1525-ben Bwken, 1613-ban Buken, Felső-Bukiny, 1627-ben Bukiny, 1808-ban Bukin, (i) Pukin, 1913-ban Bökény néven írták.
1447-ben a csanádi káptalan Bizerei Miklóst a Temes vármegyei sebesi kerületben fekvő Prisztián és Bezna birtokába iktatta be, a beiktatáson mint egyik szomszéd Bekényi László (Ladislaus de Beken) is részt vett.
A falu birtokosa a 15. században a Fiáth, vagy másik nevén Örményesi család volt. 1489-ben Mátyás király Fiáth Lászlónak és testvérének Lajosnak hű szolgálatukért a Sebes vármegyében fekvő Beken, Polyana és Polyanicza falvakat már új adomány címén
adományozta, és az aradi káptalan által be is iktattatta a családot;  mely arra utal, hogy e falvak már előbb is birtokukban voltak. 1552-ben II Lajos király Fiáth János leányának Katalinnak adományozta apja birtokainak felét Bwken, Chyresnya, Golecz, Petrosnicza és Balvasnicza faluban.
1613-ban Báthory Gábor Vízaknán kelt levelében meghagyta a nagyváradi káptalannak, hogy az ottani levéltárban található minden, Buken, Pojan, Petrosnicza, Valisora, Golecz, Örményes, Gyúró, Fényes és Kriva Szörény megyei falvakra vonatkozó irományokat átiratban armenesi Fiáth Zsigmond, Miklós és János javára kiadják. A nevezett három birtokos még ugyanebben az évben tiltakozott az ellen, hogy Báthory Gábor fejedelem Alsó- és Felsü-Bukiny, Pojan, Szlatina és más falvakat eladományozhassa.
Bukin a katonai határőrvidék fennállásakor az oláh-bánsági határőrezredhez, és annak karánsebesi századához tartozott.
1910-ben 732 lakosából 696 román, 17 német, 4 magyar volt. Ebből 711 görögkeleti ortodox, 21 római katolikus volt.
A trianoni békeszerződés előtt Krassó-Szörény vármegye Karánsebesi járásához tartozott.